# Terminal Velocity (joc video)
Terminal Velocity este un joc video shooter dezvoltat inițial de Terminal Reality și publicat de 3D Realms pentru DOS și Windows 95 și MacSoft pentru Mac OS . Este un joc de luptă de zbor în stil arcade, cu controale și fizică mai simple decât simulatoarele de zbor. Este cunoscut pentru secvențele de acțiune rapide, de mare energie, în comparație cu simulatoarele de zbor ale vremii.
Jocul a primit recenzii în general pozitive. Criticii l-au comparat adesea cu Descent și i-au lăudat grafica, deși unii au fost dezactivați de ceea ce credeau că este lipsa de profunzime a gameplay-ului. Terminal Reality a dezvoltat și un joc similar, Fury3, publicat în același an de Microsoft . Folosește același motor de joc și mecanica de bază a jocului, dar a fost conceput pentru a rula nativ pe noul sistem de operare Windows 95, ceea ce îl face să fie descris în esență ca versiunea Windows a Terminal Velocity . 

## Gameplay-ul
Terminal Velocity este un simulator de zbor de luptă . Ambarcațiunea jucătorului nu are inerție, ceea ce înseamnă că cursul său poate fi schimbat instantaneu și poate zbura la viteze mici fără a cădea. Există șapte arme diferite, de la tunuri, blastere și rachete până la rachete orientate și o armă secretă rară. În plus, ambarcațiunea jucătorului posedă post-arzătoare puternice care îi permit să se miște cu viteză foarte mare, ceea ce este util pentru a evita atacurile, dar sacrifică capacitatea de a întoarce focul temporar (pot fi selectați ca arme și, dacă sunt, focul). butonul va aprinde post-ardere). Ambarcațiunea este capabilă să supraviețuiască unor lovituri și chiar unor coliziuni cu terenul, inclusiv tuneluri.
Fiecare dintre cele 27 de misiuni constă din mai multe obiective, de exemplu inamici care trebuie distruși, intrări și ieșiri din tunel, simple puncte de control și un punct de extracție. La sfârșitul fiecărei planete se află un șef inamic care trebuie distrus înainte fie de a trece la următoarea planetă, fie de a finaliza episodul.